# おたる潮まつり
おたる潮まつり（おたるうしおまつり）は、毎年7月に小樽市で開催される祭り。

## 歴史
1958年の北海道博覧会成功を機に、それまで実施されてきた「港まつり」（1950年から）「競争花火大会」（1953年から）「北海道工業品共進会」（1950年から）「見本市」などを統合する形で、前身である「みなと小樽商工観光まつり」が1959年より開催されたものの「総花的で特色がない」との声もあり一新することとし、月刊おたる編集長の米谷祐司や北の誉酒造の専務等9名の市民によりリニューアルを検討、1967年に第1回「おたる潮まつり」が第3埠頭で開催された。名称は海や港で発展した小樽を見直す意味合いを込めたものとし、「天狗まつり」「海坊主まつり」「黒潮まつり」の候補もあがっていた。
第2回からは埠頭整備などに伴い小樽公園に移されたが、第15回（1981年）からは第3埠頭に戻り現在に至る。
毎年市民及び札幌市など近隣市町村、さらに観光客など100万人前後（過去最多は第4回（1970年）の160万人。最近では50回記念となった2016年の128万人）の出入を記録しており、小樽の夏を代表するイベントとして定着している。
第48回（2014年）は3日目の午後が暴風のため各イベントが異例の中止になった。

## 概略
基本的に、7月最終日曜日の2日前（金曜日）から3日間開催される。
初日には石狩湾の海水を奉納する「御神水奉納」や、祭りの開催を知らせる「潮ふれこみ」、2日目に「潮ねりこみ」、最終日にレガッタ大会の「潮市民レガッタ」、漁船や屋形船による小樽港内パレードの「潮わたり」が行われる。
また、最終日には大花火大会が行われる。2009年から（2011年除く）は初日にも行われている。

## 潮ねりこみ
この祭りのメインイベントとも言えるのが「潮ねりこみ」である。
小樽市内外の企業や団体などでチームを結成し、市街地を「おたる潮音頭」「潮おどり唄」を踊りながら練り歩く。中には「とびいりDE踊り隊」と呼ばれる申し込みなしでも参加できる企画も存在する。参加者は約6,000人（2011年は77団体6,142人）にも上る。潮音頭の振り付けは港や船や波など小樽をイメージした表現が織り込まれ、藤間・花柳・若柳・西川・築波の小樽市内5流派の舞踊の師匠の交流により考案された。当初1970年代は町内会からの参加が6-7割を超えたものの、その後90年代には企業や官庁による参加が増加した。2024年には熱中症対策のためみこしパレードと合わせて移動距離が600m短縮され、1kmでの開催となった。
コースは花園グリーンロードからメイン会場の第3埠頭まで。
- おたる潮音頭
作詞：米谷祐司
作編曲：春川一夫
歌：三波春夫・テイチク男声コーラス
- 潮おどり唄
作詞：萩原貢
作編曲：川越守
歌：美幌健

## 大花火大会
「競争花火大会」より半世紀以上の歴史を持つ。
潮まつりとなって以降は最終日に行われているが、第43回（2009年）と第44回（2010年）は初日と最終日の計2回行われた。これにより初日は「山灯（やまび）」、最終日は「海灯（うみび）」と名づけられる。
第45回（2011年）は、最終日の1回のみで、名称も「道新納涼花火大会」と改称された。
第46回（2012年）は、初日開催が復活。
メイン会場となる第三埠頭から1回につき2,000 - 3,000発打ち上げられる。
花火大会の模様はFMおたるでも中継されている。